# Tubulanus
Tubulanus is een geslacht van snoerwormen uit de familie van de Tubulanidae. 

## Soorten
- Tubulanus albocinctus (Coe, 1904)
- Tubulanus annulatus (Montagu, 1804)
- Tubulanus aureus (Joubin, 1904)
- Tubulanus borealis Friedrich, 1936
- Tubulanus capistratus (Coe, 1901)
- Tubulanus cingulatus (Coe, 1904)
- Tubulanus ezoensis Yamaoka, 1940
- Tubulanus floridanus Coe, 1951
- Tubulanus frenatus (Coe, 1904)
- Tubulanus groenlandicus (Bergendal, 1902)
- Tubulanus holorhynchocoelomicus Friedrich, 1958
- Tubulanus hylbomi Gibson & Sundberg, 1999
- Tubulanus linearis (McIntosh, 1874)
- Tubulanus longivasculus Gibson & Sundberg, 1999
- Tubulanus lucidus Iwata, 1952
- Tubulanus lutescens Cantell, 2001
- Tubulanus norvegicus Senz, 1993
- Tubulanus panormitanus Monastero, 1930
- Tubulanus pellucidus (Coe, 1895)
- Tubulanus polymorphus Renier, 1804
- Tubulanus punctatus (Takakura, 1898)
- Tubulanus rhabdotus Corrêa, 1954
- Tubulanus riceae Ritger & Norenburg, 2006
- Tubulanus roretzi Senz, 1997
- Tubulanus rubicundus (Bürger, 1892)
- Tubulanus sexlineatus (Griffin, 1898)
- Tubulanus superbus (Kölliker, 1845)
- Tubulanus tubicola (Kennel, 1891)